# 高夫人
高夫人，本名无记载，民间传说称高桂英:187，明末民变领袖李自成之妻。
崇祯十七年（1644年）四月二十九日，丈夫李自成在北京登基称帝，册封高氏为皇后。李自成兵败后，高夫人继续率军队和清军作战。但未记载李自成牺牲前的其他事迹。
李自成的侄子李過投降南明的隆武二年（1646年），获得封赐。其母高氏封为贞义一品夫人。现代学者顾诚认为高氏即是高夫人。李過舅舅高一功或为高夫人兄弟。
各地民间都有关于高夫人的传说。陕西省子洲县的传说中，称高桂英、高立功、高一功姐弟为今子洲县双湖峪镇高家园子村人。高家园子村当时又称葫芦旦（葫芦旦村），属米脂县:187—189。湖北省兴山县茅麓山流传有高桂英被东海龙王儿子小金龙所救、受教于王母娘娘等神话传说。在小说《李自成》中，高夫人被塑造为一个典型的革命妇女形象。